# Hirschengraben (Bern)

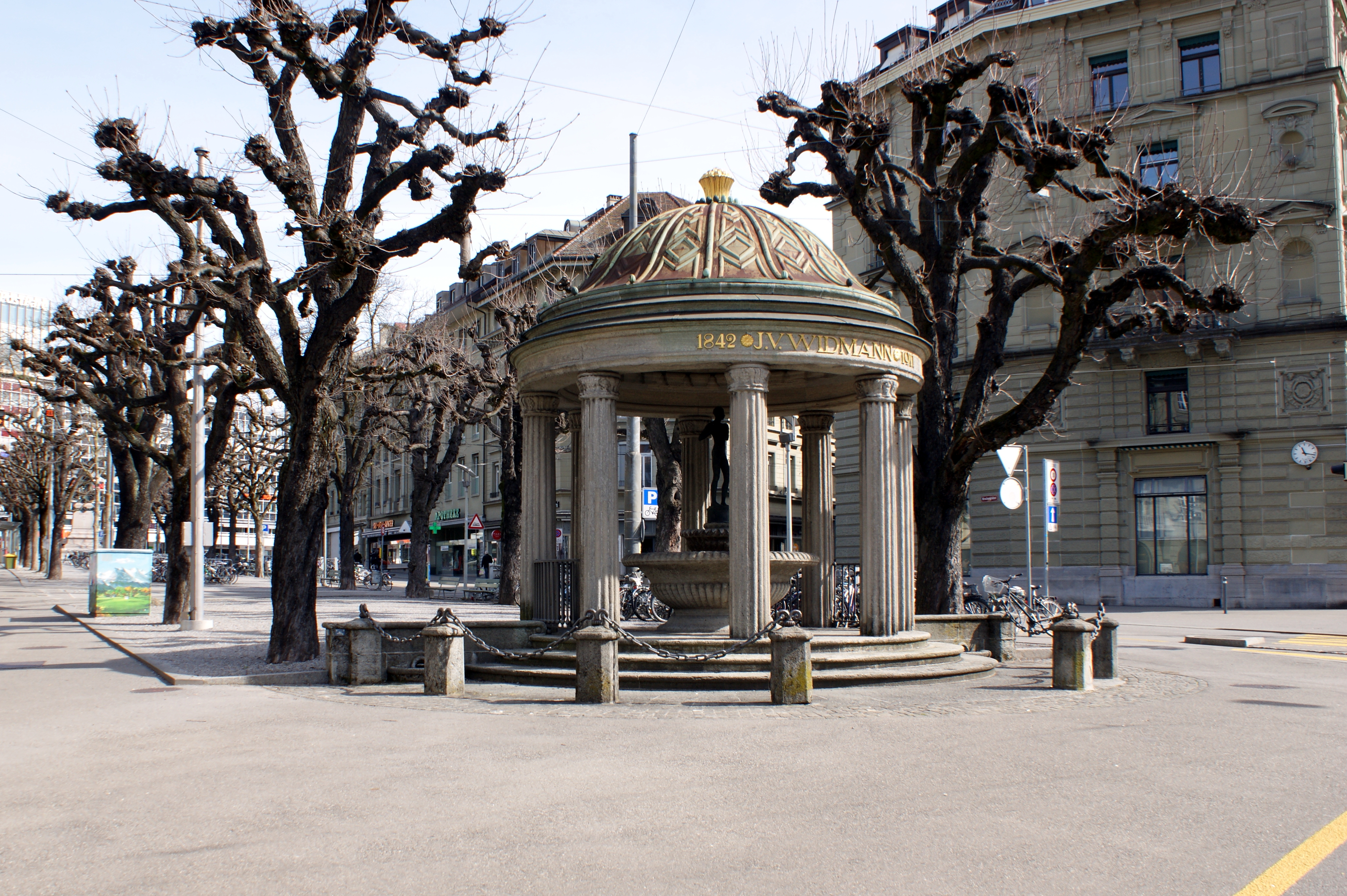
Der Widmann-Brunnen auf dem Hirschengraben

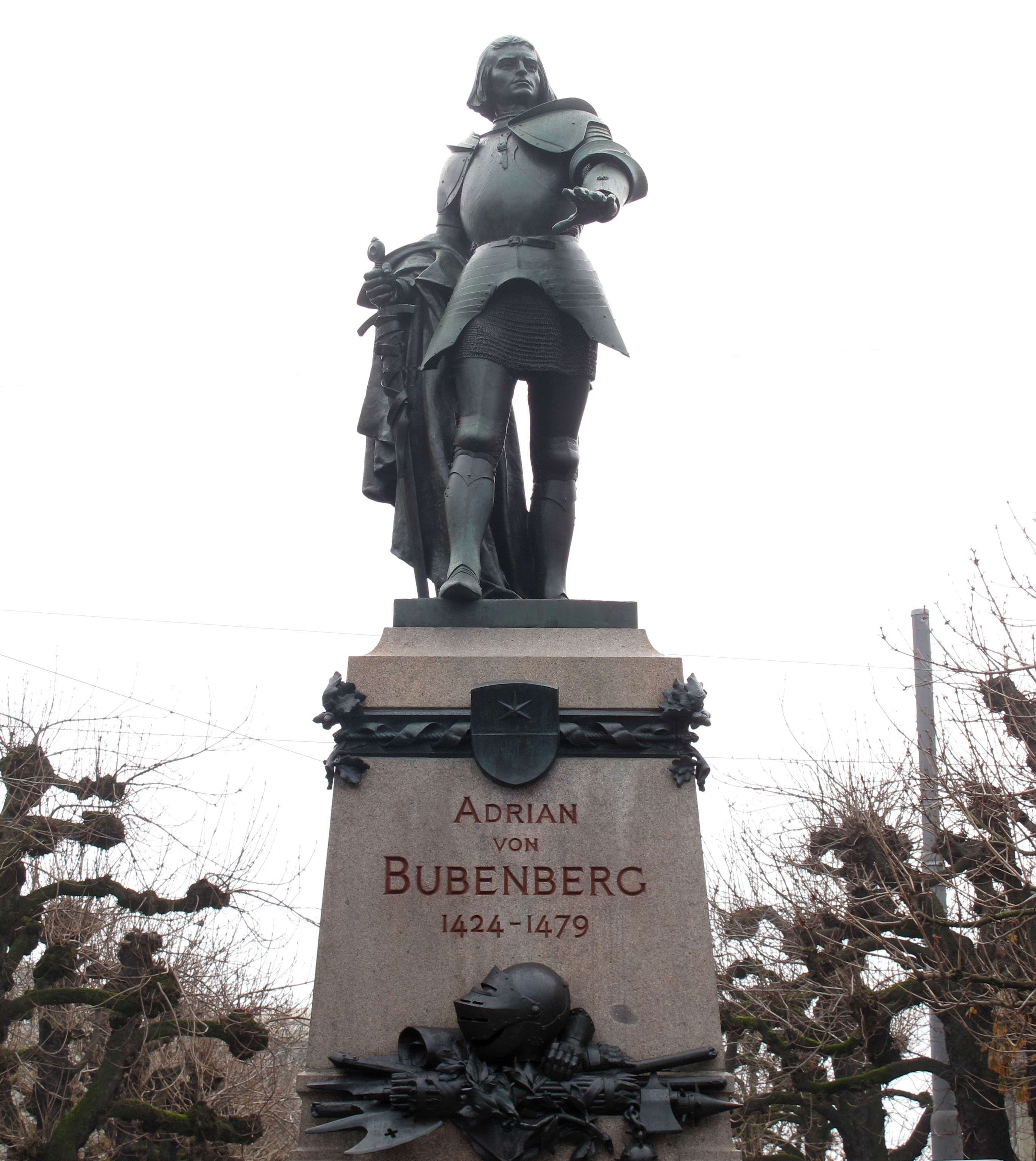
Denkmal für Adrian I. von Bubenberg auf dem Hirschengraben

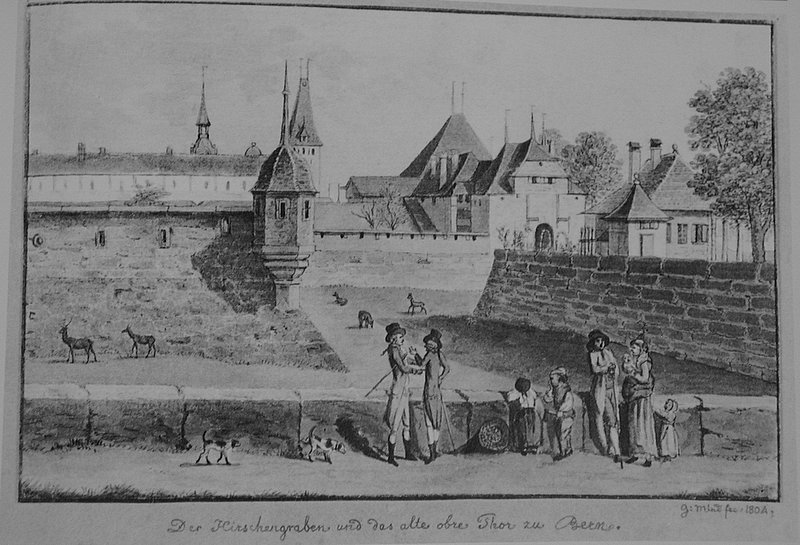
Der Hirschengraben und das alte obere Tor um 1804

Der Hirschengraben ist ein in der Stadt Bern gelegener Platz.

## Lage
Der Hirschengraben liegt südwestlich des Bubenbergplatzes und nordwestlich der Bundesgasse in der Nähe des Bahnhofs.

## Geschichte
Im Graben vor der Westnordwest-Flanke der Bastion Christoffel wurden von 1757 bis 1877 Hirsche und andere Tiere gehalten. Die Bezeichnung Hirschengraben übertrug sich auf den 1877 durch Aufschüttung entstandenen Platz. Noch im gleichen Jahr wurde der Platz mit zwei Baumreihen bepflanzt. 1914 entstand als südlicher Abschluss der nach Joseph Victor Widmann benannte Widmann-Brunnen. 1930 wurde das Bubenberg-Denkmal an der Nordseite aufgestellt.
Zwischen 2000 und 2001 wurde der Platz von den örtlichen Landschaftsarchitekten Maurus Schifferli und Simon Schöni neu gestaltet.
Die Regierung der Stadt Bern plant, im Zuge des Bahnhofumbaus den Hirschengraben und den Bahnhof durch einen Fussgängertunnel zu verbinden. Dazu sollen u. a. Kastanienbäume gefällt, der Autoverkehr vermindert, der Widmann-Brunnen entfernt und das Bubenberg-Denkmal verschoben werden. Bei einer Volksabstimmung vom 7. März 2021 stimmten die Stimmberechtigten der Stadt Bern dem entsprechenden Ausführungskredit zu.